# Eirik Hillestad
Eirik Hillestad (Sogndal, 15 settembre 1977) è un ex calciatore norvegese, di ruolo difensore.

## Biografia
È il fratello di Asle Hillestad, anch'egli calciatore.

## Carriera

### Club
Hillestad cominciò la carriera con la maglia del Fjøra, per poi passare al Sogndal. Esordì nella Tippeligaen con questa maglia, subentrando ad Asle Hillestad nella sconfitta per 3-0 in trasferta sul campo del Bodø/Glimt. Rimase in squadra fino al 2003, per poi tornare al Fjøra.